# マイク・フォルテネービッチ
- マイク・フォルテネビッチ
- マイク・フォルテネビック

マイケル・ゲイリー・フォルテネービッチ（Michael Gary Foltynewicz, 1991年10月7日 - ）は、アメリカ合衆国イリノイ州ホワイトサイド郡スターリング出身のプロ野球選手（投手）。右投右打。現在は、フリーエージェント（FA）。愛称はフォルティ（Folty）。

## 経歴

### プロ入りとアストロズ時代

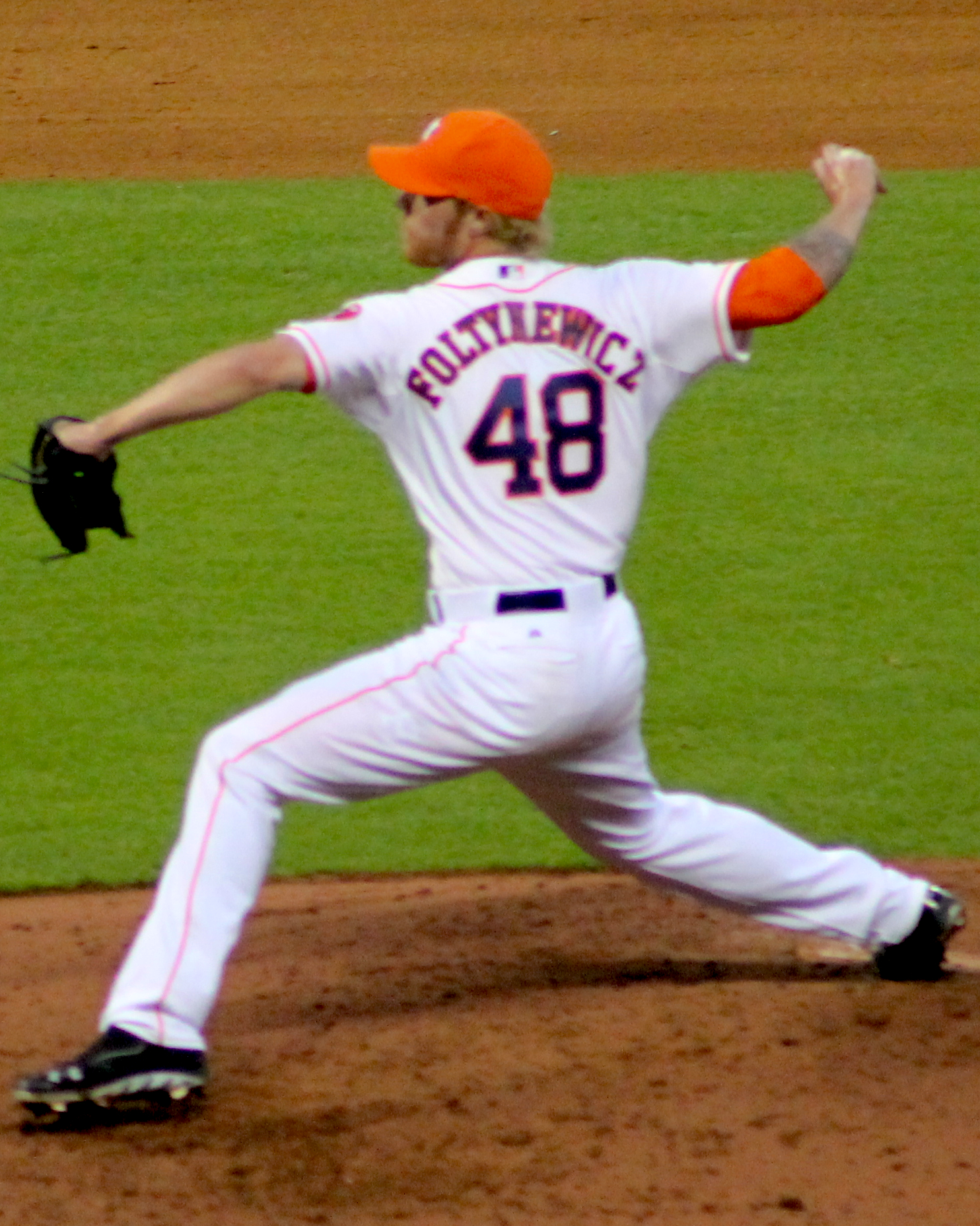
ヒューストン・アストロズ時代
(2014年8月2日)

2010年のMLBドラフト1巡目（全体19位）でヒューストン・アストロズから指名され、6月18日に契約。契約後、傘下のアパラチアンリーグのルーキー級グリーンビル・アストロズでプロデビュー。12試合に先発登板して0勝3敗、防御率4.03、39奪三振を記録した。
2011年はA級レキシントン・レジェンズでプレーし、26試合に先発登板して5勝11敗、防御率4.97、88奪三振を記録した。
2012年もA級レキシントンでプレーし、27試合に先発登板して14勝4敗、防御率3.14、125奪三振を記録した。8月30日にサウス・アトランティックリーグの最優秀投手とポストシーズン・オールスターに選ばれた。
2013年はまずA+級ランカスター・ジェットホークスでプレーし、7試合（先発5試合）に登板して1勝0敗、防御率3.81、29奪三振を記録した。5月にAA級コーパスクリスティ・フックスへ昇格。23試合（先発16試合）に登板して5勝3敗3セーブ、防御率2.87、95奪三振を記録した。
2014年はAAA級オクラホマシティ・レッドホークスで開幕を迎え、21試合（先発18試合）に登板。7勝7敗、防御率5.08、102奪三振を記録した。8月1日にアストロズとメジャー契約を結んでアクティブ・ロースター入りすると、翌2日のトロント・ブルージェイズ戦でメジャーデビュー。2点リードの8回表に登板し、0.2回を無安打無失点に抑え初ホールドを記録した。この年メジャーでは16試合に登板して0勝1敗、防御率5.30、14奪三振を記録した。

### ブレーブス時代
2015年1月14日にエバン・ガティス、ジェームズ・ホイトとのトレードで、リオ・ルイーズ、アンドリュー・サーマンと共にアトランタ・ブレーブスへ移籍した。この年は先発の一角で投げ、18試合中15試合で先発登板した。しかし、86.2イニングで17本の本塁打を浴びて防御率5.71と炎上し、4勝6敗と負け越した。ただし、与四球率を下げて奪三振率を向上させるなど、一定の成長も見せた。
2016年は、先発ローテーションに定着し、22試合に先発登板した。キャリアハイの9勝5敗、防御率4.31、WHIP1.30・奪三振率8.1という成績を残し、成長の跡を残した。なお、低迷したチームにあって9勝はチームトップだった。
2017年も先発ローテーションの一人として29試合（先発28試合）に登板した。10勝13敗と初の二桁勝利を記録した一方、防御率4.79、WHIP1.48、与四球率3.4と投球内容は前年から落としてしまった。
2018年シーズン開幕前に、年俸調停の対象となった。結果として調停には破れ、年俸は220万ドルとなった。スプリングトレーニング中に主にセットポジションを修正して、昨年のシーズンに直面した問題の改善に努めた。6月1日のワシントン・ナショナルズ戦で、自身初の完投と完封を達成した。11奪三振で2被安打だった。シーズン開幕後から、17先発で6勝5敗で防御率2.37を記録し、オールスターに選出された。9月28日のフィラデルフィア・フィリーズ戦で、2018年最後のブレーブスのシーズン戦の先発を務めた。5回を投げ、9人の打者から三振を奪い、2009年のハビアー・バスケス以来ブレーブスの投手としては、初めて1シーズン200奪三振を記録した。2018年のナショナルリーグディビジョンシリーズのロサンゼルス・ドジャース戦の第1戦で先発した。2回を投げ、5三振を奪ったが3四球で3安打に遭い、4失点で敗戦投手となった。第4戦でも先発し、4回を投げ、5三振を奪い4四球2安打で1失点だった。
2019年は年俸調停を行わず、ブレーブスと単年約547.5万ドルで合意した。2018年の著しい活躍から、2019年のシーズン開幕に向けてブレーブスのエースとして期待された。スプリングトレーニングでの1回の先発から、肘の違和感を覚えていた。3月の間に怪我の治癒にゆっくりと行われたが、好転することはなかった。肘の怪我のため、ブレーブスの開幕戦に登板することはできず、代わりにフリオ・テヘランが先発した。リハビリのため、傘下のAAA級グウィネット・ストライパーズに降格し、第1戦に先発し5回をノーヒットに抑えた。4月27日のコロラド・ロッキーズ戦で、故障者リストから復帰して先発登板を果たした。11先発で、2勝5敗、防御率6.37と不振に陥り、AAA級グウィネットにオプションで降格した。8月6日のミネソタ・ツインズ戦を前に、ケビン・ゴーズマンの代わりに先発ローテーションに入った。6回まで投げ、12-7でブレーブスが勝利した。8月の復帰からレギュラーシーズン終了までに10先発し、防御率2.65だった。2019年のナショナルリーグディビジョンシリーズのセントルイス・カージナルス戦では2試合に先発し、第2戦目では7回を無失点に抑え勝利投手になったが、第5戦目では打者8人に対し被安打3・与四球3で1死しか取れず7失点でKOされ敗戦投手となった。
2020年シーズン前に、年俸調停はせずに単年約642.5万ドルでブレーブスと契約を結んだ。7月27日のタンパベイ・レイズ戦でシーズン初登板したが、先発し4回途中6失点と振るわなかった。そしてその試合後、ブレーブスからDFAとなり、30日にマイナー契約となった。オフの11月2日にFAとなった。

### レンジャーズ時代
2021年2月10日にテキサス・レンジャーズと200万ドルの単年契約を結んだ。オプションとして最大50万ドルの出来高が含まれる。24試合に先発したが2勝12敗とふるわず、オフの10月9日にFAとなった。

## 投球スタイル
最速100.9mph（約162.4km/h）の速球に多彩な変化球を投げ分ける。

## 詳細情報

### 年度別投手成績
| 年 度    | 球 団    | 登 板 | 先 発 | 完 投 | 完 封 | 無 四 球 | 勝 利 | 敗 戦 | セ 丨 ブ | ホ 丨 ル ド | 勝 率 | 打 者 | 投 球 回 | 被 安 打 | 被 本 塁 打 | 与 四 球 | 敬 遠 | 与 死 球 | 奪 三 振 | 暴 投 | ボ 丨 ク | 失 点 | 自 責 点 | 防 御 率 | W H I P |
| -------- | -------- | ----- | ----- | ----- | ----- | -------- | ----- | ----- | -------- | ----------- | ----- | ----- | -------- | -------- | ----------- | -------- | ----- | -------- | -------- | ----- | -------- | ----- | -------- | -------- | ------- |
| 2014     | HOU      | 16    | 0     | 0     | 0     | 0        | 0     | 1     | 0        | 1           | .000  | 84    | 18.2     | 23       | 3           | 7        | 0     | 0        | 14       | 3     | 0        | 11    | 11       | 5.30     | 1.60    |
| 2015     | ATL      | 18    | 15    | 0     | 0     | 0        | 4     | 6     | 0        | 1           | .400  | 399   | 86.2     | 112      | 17          | 29       | 0     | 4        | 77       | 3     | 1        | 63    | 55       | 5.71     | 1.63    |
| 2016     | ATL      | 22    | 22    | 0     | 0     | 0        | 9     | 5     | 0        | 0           | .643  | 525   | 123.1    | 125      | 18          | 35       | 2     | 6        | 111      | 13    | 1        | 63    | 55       | 4.31     | 1.30    |
| 2017     | ATL      | 29    | 28    | 0     | 0     | 0        | 10    | 13    | 0        | 0           | .435  | 692   | 154.0    | 169      | 20          | 59       | 2     | 10       | 143      | 4     | 0        | 86    | 82       | 4.79     | 1.48    |
| 2018     | ATL      | 31    | 31    | 2     | 1     | 0        | 13    | 10    | 0        | 0           | .565  | 744   | 183.0    | 130      | 17          | 68       | 3     | 6        | 202      | 7     | 2        | 65    | 58       | 2.85     | 1.08    |
| 2019     | ATL      | 21    | 21    | 0     | 0     | 0        | 8     | 6     | 0        | 0           | .571  | 491   | 117.0    | 109      | 23          | 37       | 2     | 2        | 105      | 5     | 0        | 65    | 59       | 4.54     | 1.25    |
| 2020     | ATL      | 1     | 1     | 0     | 0     | 0        | 0     | 1     | 0        | 0           | .000  | 16    | 3.1      | 4        | 3           | 4        | 0     | 0        | 3        | 0     | 0        | 6     | 6        | 16.20    | 2.40    |
| 2021     | TEX      | 28    | 24    | 0     | 0     | 0        | 2     | 12    | 0        | 0           | .143  | 586   | 139.0    | 139      | 35          | 36       | 0     | 9        | 97       | 2     | 0        | 86    | 84       | 5.44     | 1.26    |
| MLB：8年 | MLB：8年 | 166   | 142   | 2     | 1     | 0        | 46    | 54    | 0        | 2           | .460  | 3537  | 825.0    | 811      | 136         | 275      | 9     | 37       | 752      | 37    | 4        | 443   | 414      | 4.52     | 1.32    |

- 2021年度シーズン終了時
- 各年度の太字はリーグ最高

### 年度別守備成績
| 年 度 | 球 団 | 投手（P） | 投手（P） | 投手（P） | 投手（P） | 投手（P） | 投手（P） |
| 年 度 | 球 団 | 試 合     | 刺 殺     | 補 殺     | 失 策     | 併 殺     | 守 備 率  |
| ----- | ----- | --------- | --------- | --------- | --------- | --------- | --------- |
| 2014  | HOU   | 16        | 2         | 0         | 0         | 0         | 1.000     |
| 2015  | ATL   | 18        | 2         | 5         | 1         | 1         | .875      |
| 2016  | ATL   | 22        | 4         | 18        | 0         | 0         | 1.000     |
| 2017  | ATL   | 29        | 5         | 15        | 1         | 1         | .952      |
| 2018  | ATL   | 31        | 11        | 15        | 1         | 1         | .963      |
| 2019  | ATL   | 21        | 3         | 9         | 1         | 0         | .923      |
| 2020  | ATL   | 1         | 0         | 0         | 0         | 0         | ----      |
| 2021  | TEX   | 28        | 4         | 13        | 1         | 1         | .944      |
| MLB   | MLB   | 166       | 31        | 75        | 5         | 4         | .955      |

- 2021年度シーズン終了時

### 記録
- MLBオールスターゲーム選出：1回（2018年）

### 背番号
- 48（2014年 - 2015年）
- 26（2016年 - 2020年）
- 20（2021年）